# Ђенка (Беневенто)
Ђенка је насеље у Италији у округу Беневенто, региону Кампанија.
Према процени из 2011. у насељу је живело 28 становника. Насеље се налази на надморској висини од 443 м.